# Pholis schultzi
Pholis schultzi is een straalvinnige vissensoort uit de familie van botervissen (Pholidae). De wetenschappelijke naam van de soort is voor het eerst geldig gepubliceerd in 1931 door Schultz.